# Chlamydiota
Chlamydiota é um filo de bactérias intracelulares obrigatórias. Thomas Cavalier-Smith postulou que o filo Chlamydiae pertence ao clado Planctobacteria no amplo grupo dos Gracilicutes.